# Ч̇
Le tché point suscrit (capitale Ч̇, minuscule ч̇) est une lettre additionnelle de l’alphabet cyrillique qui a été utilisée en komi-zyriène au XIXe siècle. Elle est composée d’un tché diacrité d’une point en chef.

## Représentations informatiques
Le tché point suscrit peut être représenté avec les caractères Unicodes suivants :
- décomposé (cyrillique, diacritiques)

| formes    | représentations | chaînes de caractères | points de code | descriptions                                               |
| --------- | --------------- | --------------------- | -------------- | ---------------------------------------------------------- |
| capitale  | Ч̇               | Ч◌̇                    | U+0427 U+0306  | lettre majuscule cyrillique tché diacritique point suscrit |
| minuscule | ч̇               | ч◌̇                    | U+0447 U+0307  | lettre minuscule cyrillique tché diacritique point suscrit |